# ايفان باندالوفسكي
ايفان باندالوفسكي (بالبلغارية: Иван Бандаловски)‏ (23 نوفمبر 1986 بصوفيا في بلغاريا - ) هو لاعب كرة قدم بلغاري في مركز الدفاع. شارك مع منتخب بلغاريا تحت 21 سنة لكرة القدم ومنتخب بلغاريا لكرة القدم. أما مع النوادي، فقد لعب مع آود هيفرلي لوفين وسسكا صوفيا وفاينورد ونادي بارتيزان ونادي لوكوموتيف صوفيا ونادي ليتكس لوفتش.

## وصلات خارجية
- ايفان باندالوفسكي على موقع الاتحاد الدولي (مؤرشف)  (الإنجليزية)
- ايفان باندالوفسكي على موقع الاتحاد الأوربي (الإنجليزية)
- ايفان باندالوفسكي على موقع قاعدة بيانات كرة القدم.إي يو (الإنجليزية)
- ايفان باندالوفسكي على موقع ناشيونال فوتبول تيمز (الإنجليزية)
- ايفان باندالوفسكي على موقع Soccerway.com (الإنجليزية)
- ايفان باندالوفسكي على موقع AS.com (الإسبانية)